# Lauderdale Lakes
Lauderdale Lakes é uma cidade localizada no estado americano da Flórida, no condado de Broward. Foi incorporada em 22 de junho de 1961.

## Geografia
De acordo com o United States Census Bureau, a cidade tem uma área de 9,6 km², onde 9,5 km² estão cobertos por terra e 0,1 km² por água.

### Localidades na vizinhança
O diagrama seguinte representa as localidades num raio de 4 km ao redor de Lauderdale Lakes.

## Demografia
Segundo o censo nacional de 2010, a sua população é de 32 593 habitantes e sua densidade populacional é de 3 419,63 hab/km². Possui 15 000 residências, que resulta em uma densidade de 1 573,79 residências/km².

## Geminações
- Porto-da-Paz, Noroeste, Haiti [5]